# Aṣṭamaṃgala

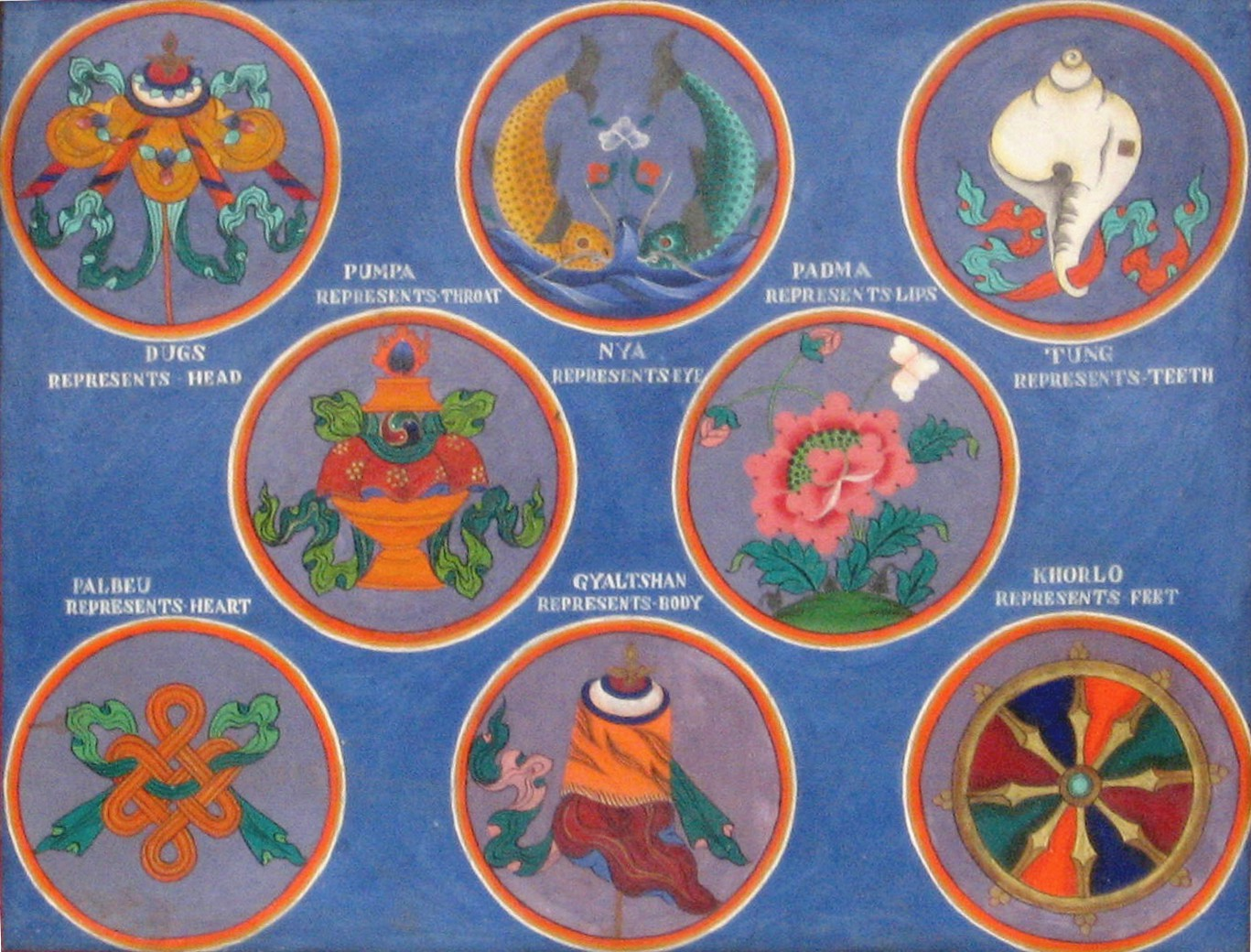
Da sinistra in alto: parasole, pesci, conchiglia, vaso, loto, nodo infinito, bandiera della vittoria, ruota del Dharma

Conchiglia

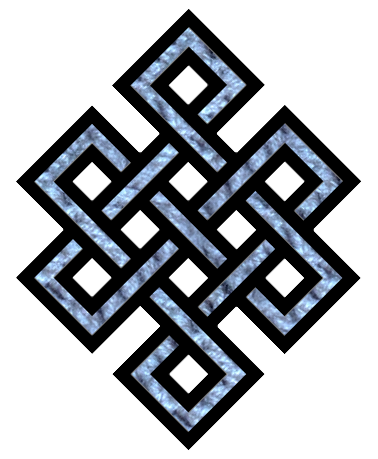
Nodo infinito

Coppia di pesci

Loto

Parasole

Vaso

Dharmacakra

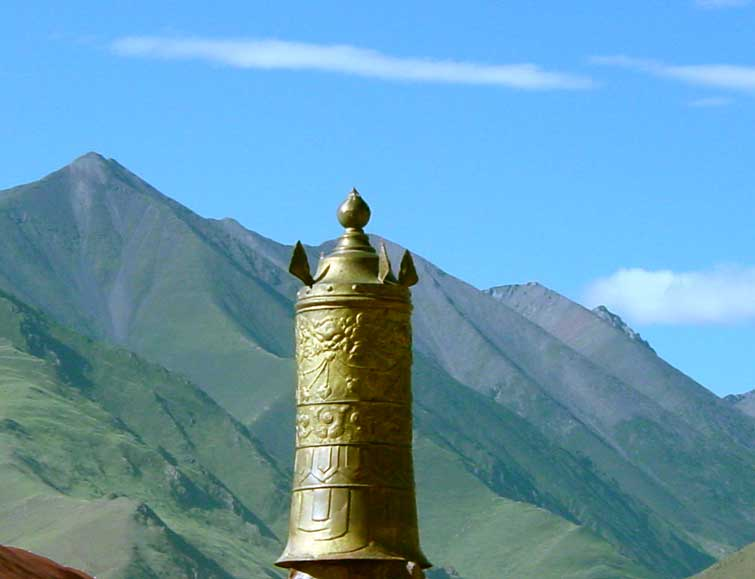
Bandiera della vittoria

Aṣṭamaṃgala (devanāgarī: अष्टमंगल) o aṣṭamangala, gli Otto Simboli di Buon Auspicio (tibetano: བཀྲ་ཤིས་རྟགས་བརྒྱད།, bkra-shis-rtags brgyad) dal sanscrito aṣṭa, otto e maṃgala, di buon auspicio, è un insieme di simboli del Buddismo indiano, diffusi anche in Tibet e, più raramente, in Asia Orientale.
Gli aṣṭamaṃgala traggono la loro origine dal mondo culturale indiano dove gruppi di oggetti simbolici venivano associati alla figura del sovrano e alla sua regalità. Nel Buddismo sono associati a diverse qualità e princìpi.
Questi sono:
1. conchiglia: la conchiglia bianca con spirale in senso antiorario (sanscrito: Śaṅkha; Tibetano: དུང་གྱས་འཀྱིལ dung gyas 'kyil) nasce in ambito indiano come attributo di Visnù. Nel buddismo rappresenta, intendendola per le sue virtù sonore se usata come strumento a fiato, la melodia pervasiva del Dharma di Buddha, che sa adattarsi alle capacità ricettive di ciascun essere
2. nodo infinito: il nodo infinito (sanscrito:  Śrīvatsa; Tibetan: Dpal be'u) rappresenta l'intreccio insolubile della Saggezza e della Compassione, e della Śūnyatā con la Pratītya-samutpāda
3. coppia di pesci: i due pesci (sanscrito: Gaur-matsya; Tibetano: gser nya) rappresentano la mancanza di paura, la capacità di sapersi muovere nell'oceano di sofferenza (duḥkha) del Saṃsāra, consci della via che conduce alla salvezza, mokṣa
4. loto: il loto (sanscrito: padma, tibetano: ka dag) rappresenta la purezza originaria, per la sua capacità di fiorire in acquitrini melmosi senza aver traccia di impurità sui suoi petali. Le rappresentazioni iconografiche del Buddha e dei Bodhisattva sono quasi sempre assise su fiori di loto aperti
5. parasole: il parasole (sanscrito: Chhatra, tibetano: gdugs) ha la funzione di baldacchino: viene utilizzato nelle processioni cerimoniali per proteggere dagli agenti atmosferici quanto viene portato di più sacro. Rappresenta quindi la capacità di protezione che si ottiene prendendo rifugio nel Triratna
6. vaso: il vaso ha molteplici significati: come vaso per l'acqua (sanscrito: kumbha) è uno dei pochi beni di cui un monaco buddista possa avere possesso personale; inteso come vaso del tesoro (tibetano: bum.pa) in India era simbolo di longevità, salute, ricchezza; come simbolo della Śūnyatā è utilizzato per le iniziazioni nel Buddismo Vajrayāna.
7. ruota del Dharma: vedi la voce Dharmacakra
8. bandiera della vittoria: la bandiera della vittoria (sanscrito: dhvaja; tibetano: rgyal-msthan) in ambito induista rappresenta Kamadeva, ragion per cui nel buddismo diventa simbolo della vittoria su Māra, sulle illusioni. Un tempo utilizzata in India come bandiera militare attualmente è diffusa sui tetti dei monasteri del Tibet.

## Sequenze diverse
Oltre alla sequenza nota in India e Tibet esistono anche altre sequenze degli stessi simboli.

### Nepal
1. Nodo infinito
2. Loto
3. Bandiera della vittoria
4. Ruota del Dharma
5. Vaso
6. Coppia di pesci
7. Parasole
8. Conchiglia

### Cina
1. Ruota del Dharma
2. Conchiglia
3. Bandiera della vittoria
4. Parasole
5. Loto
6. Vaso
7. Coppia di pesci
8. Nodo infinito